# Lijst van personen overleden in april 2018
Dit is een lijst van bekende personen die zijn overleden in april 2018.

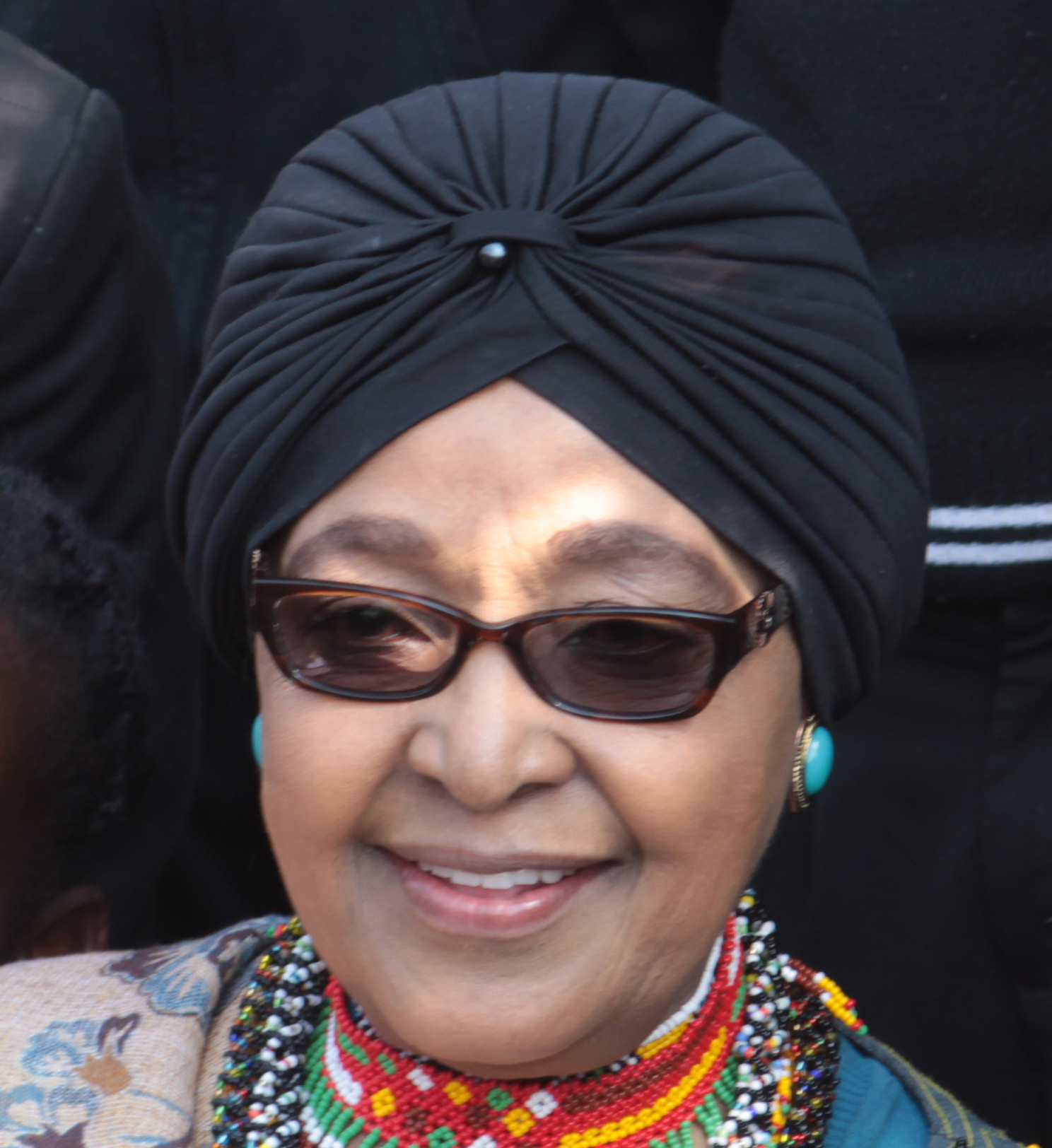
Winnie Mandela
2 april

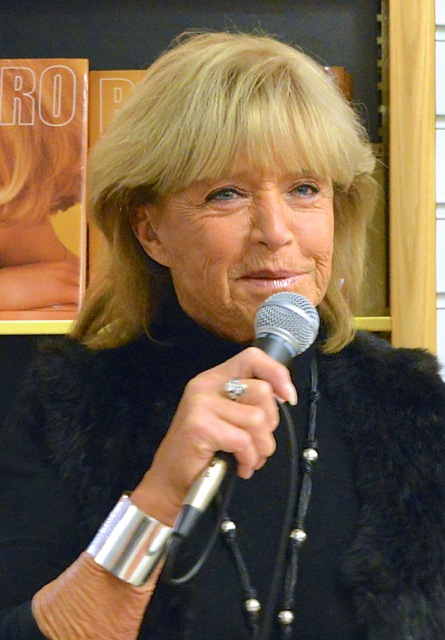
Lill-Babs
3 april

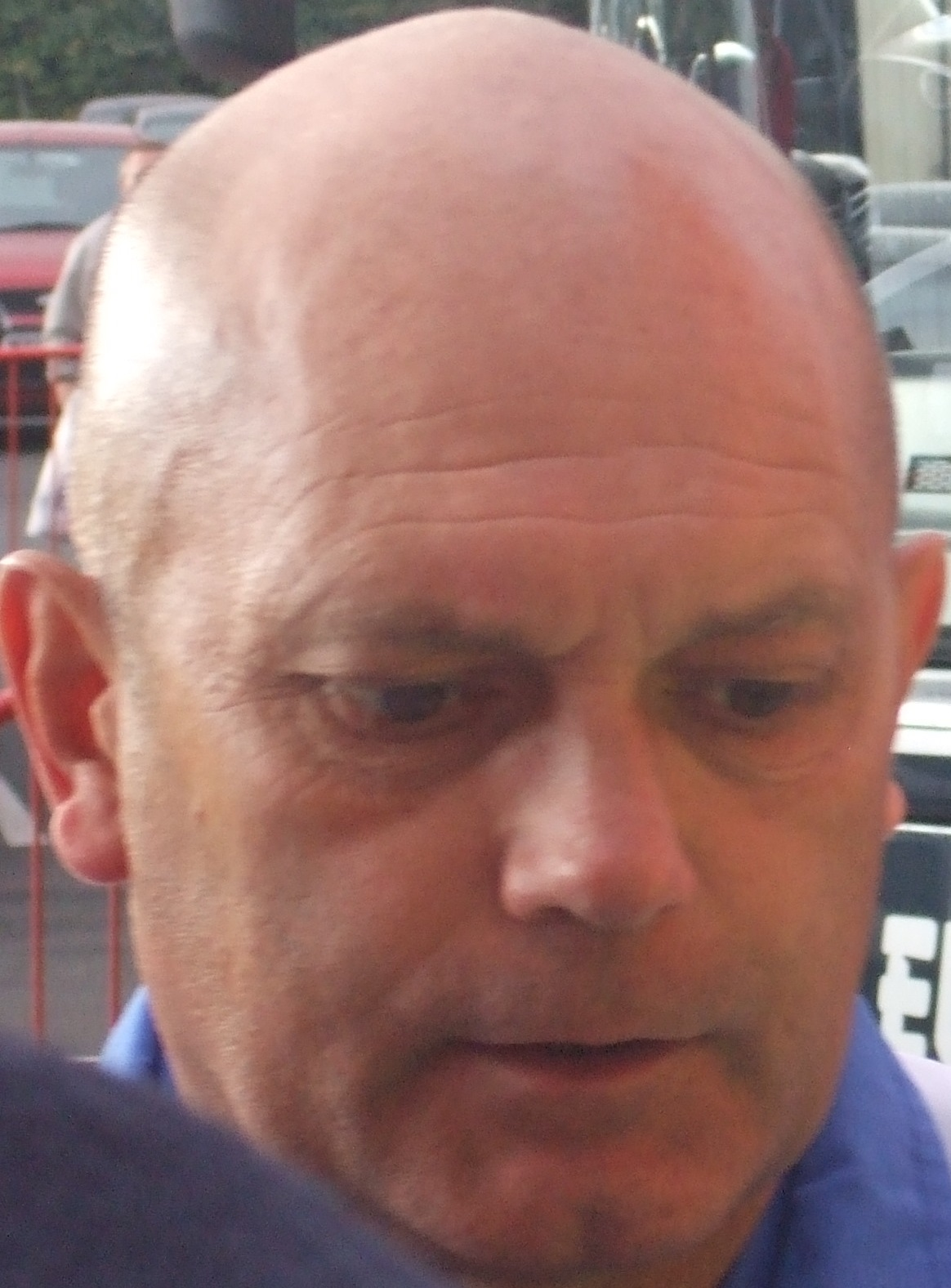
Ray Wilkins
4 april

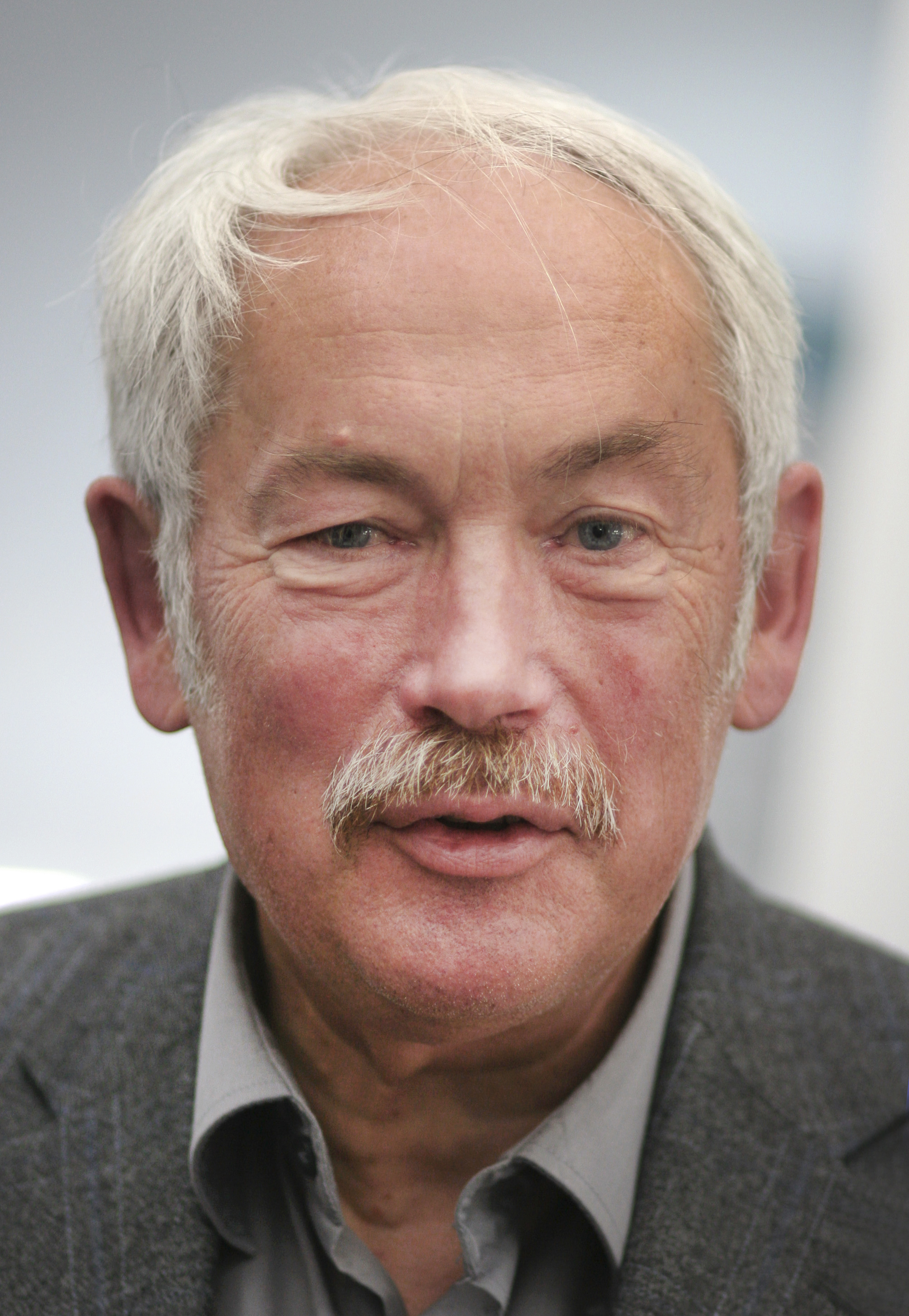
Peter Grünberg
7 april

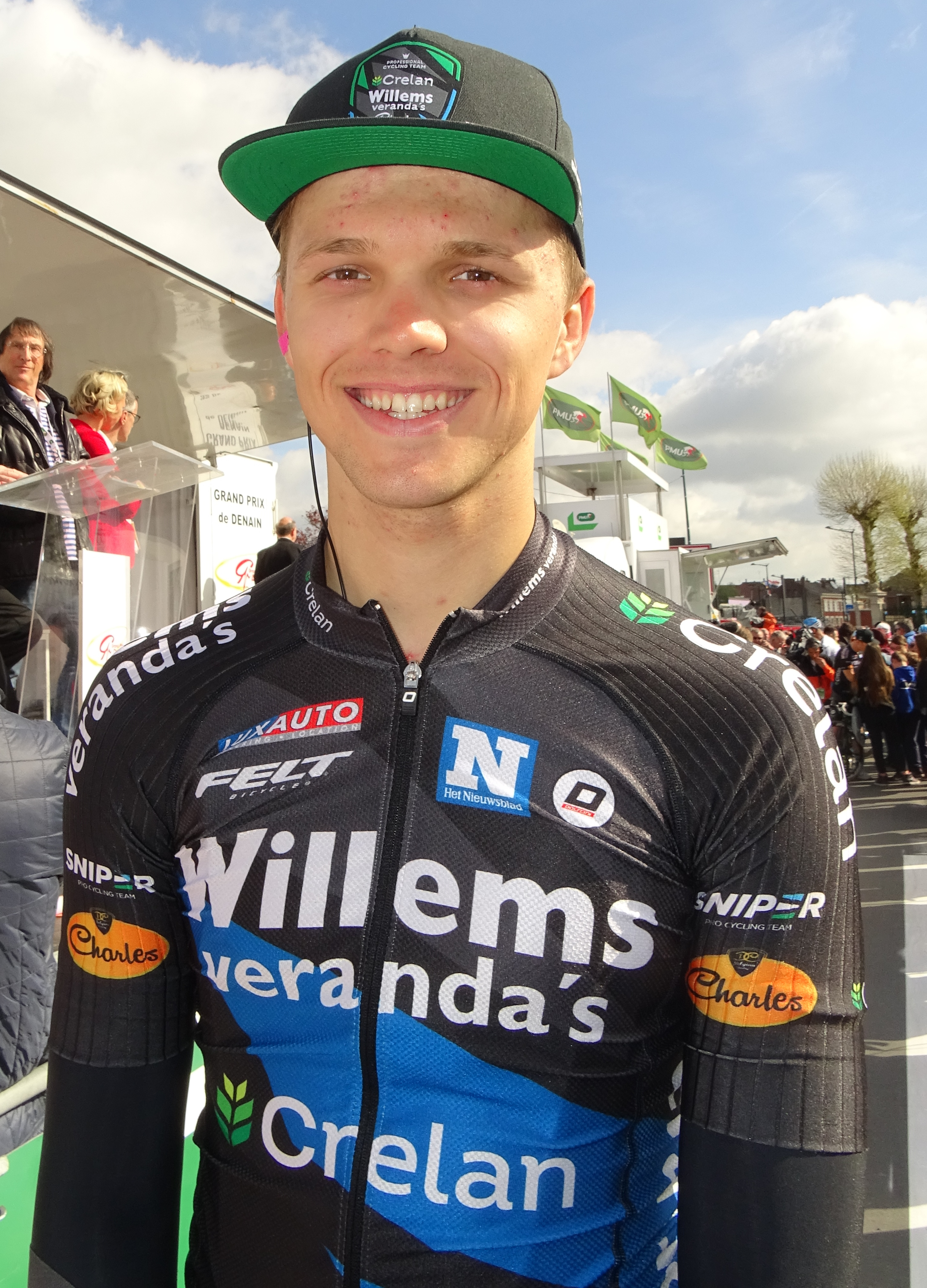
Michael Goolaerts
8 april

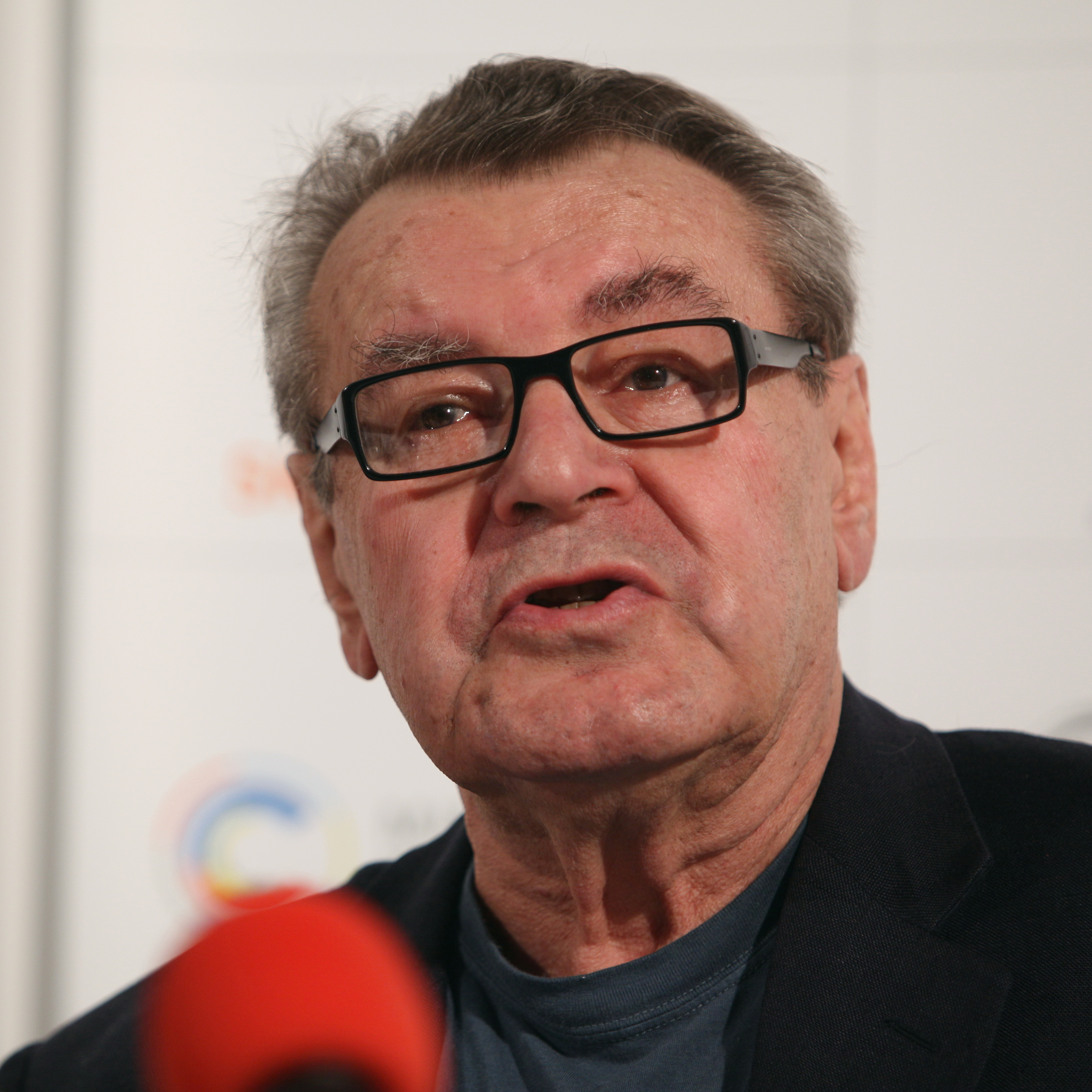
Miloš Forman
13 april

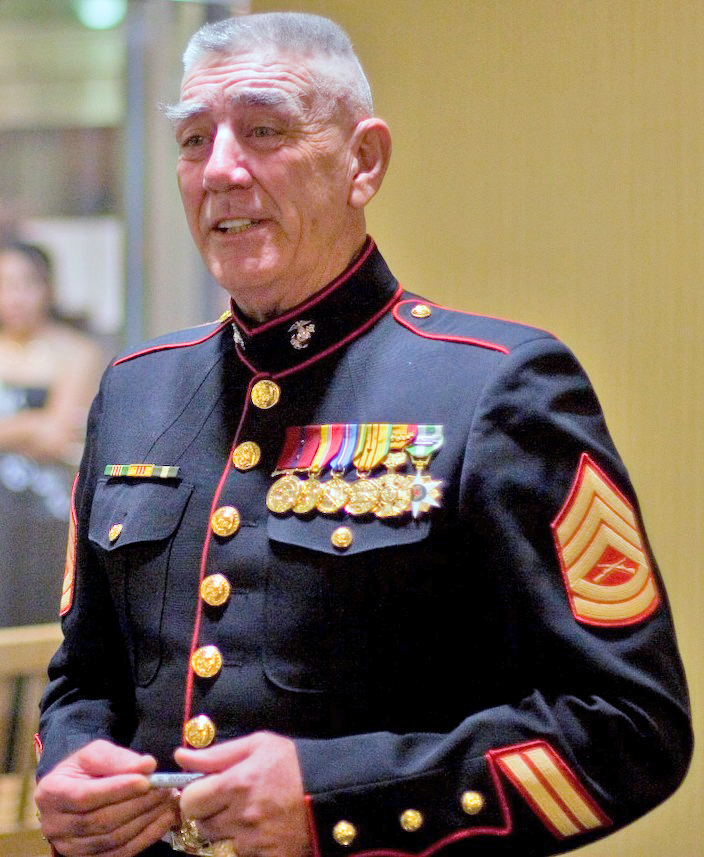
R. Lee Ermey
15 april

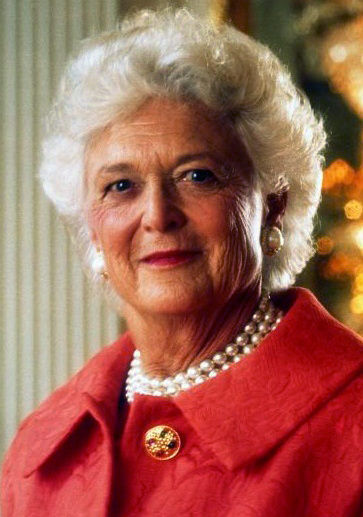
Barbara Bush
17 april

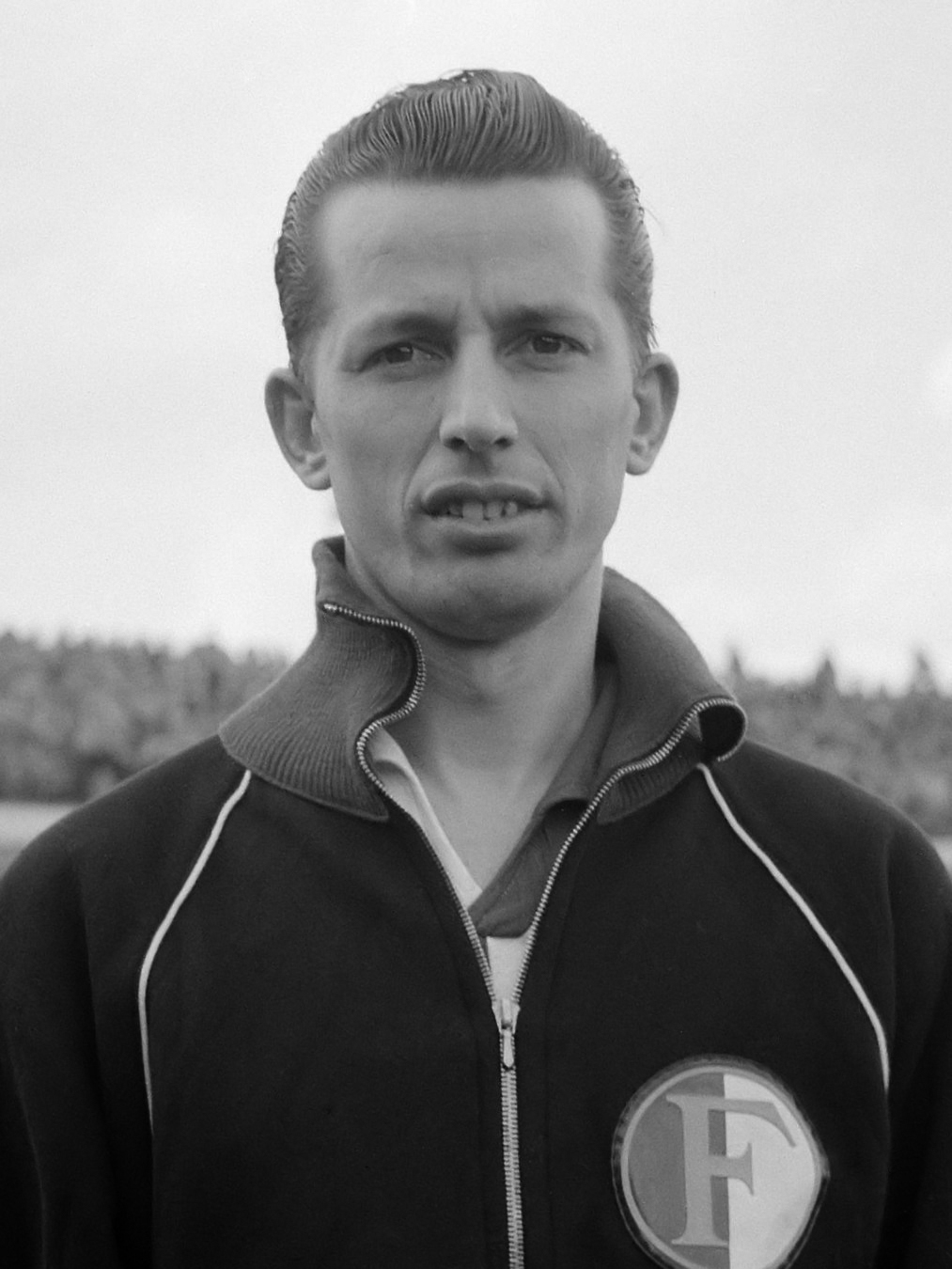
Henk Schouten
18 april

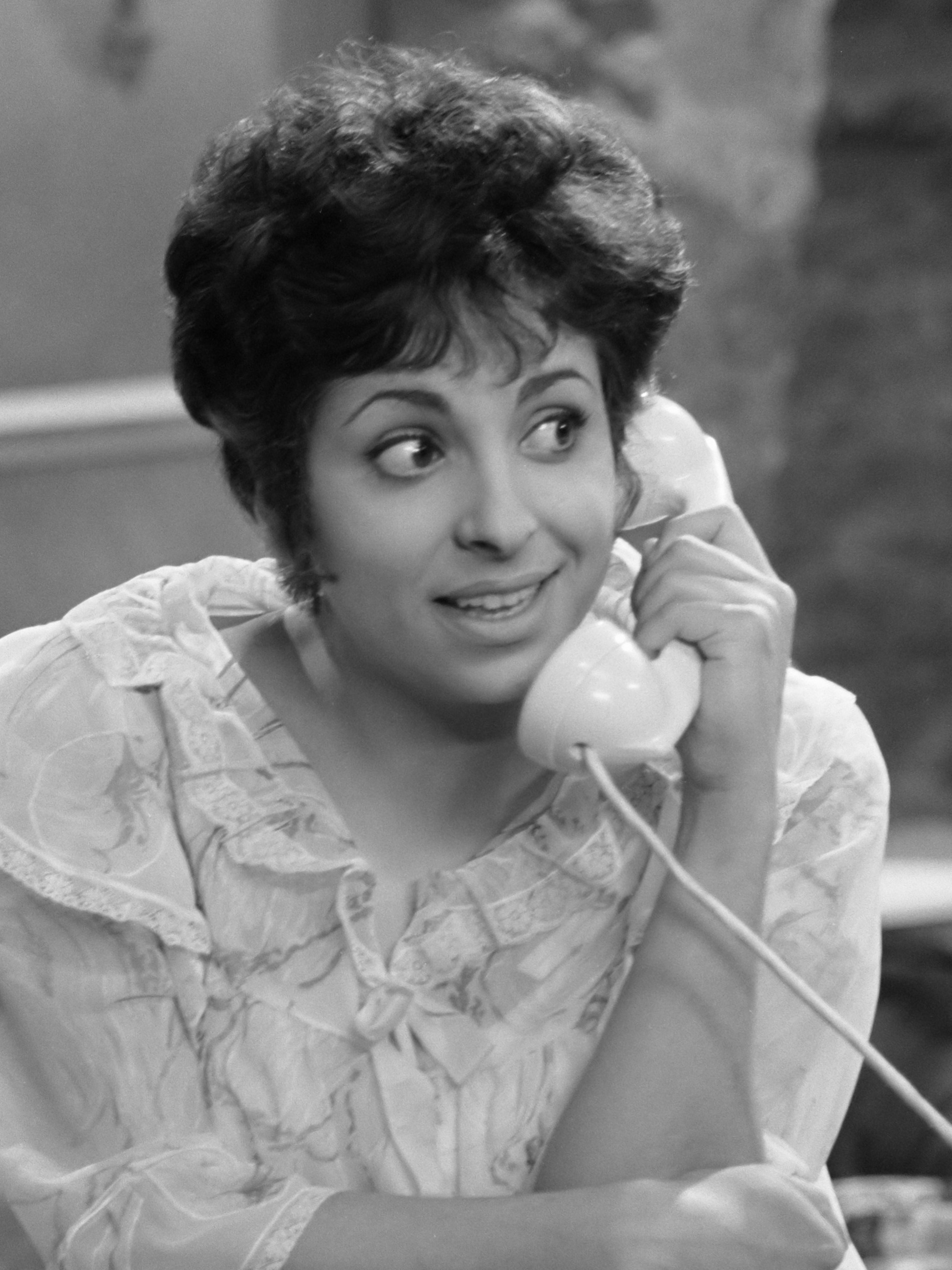
Shireen Strooker
19 april

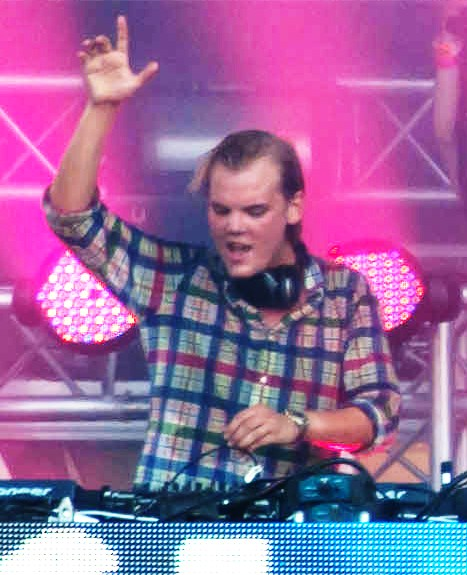
Avicii
20 april

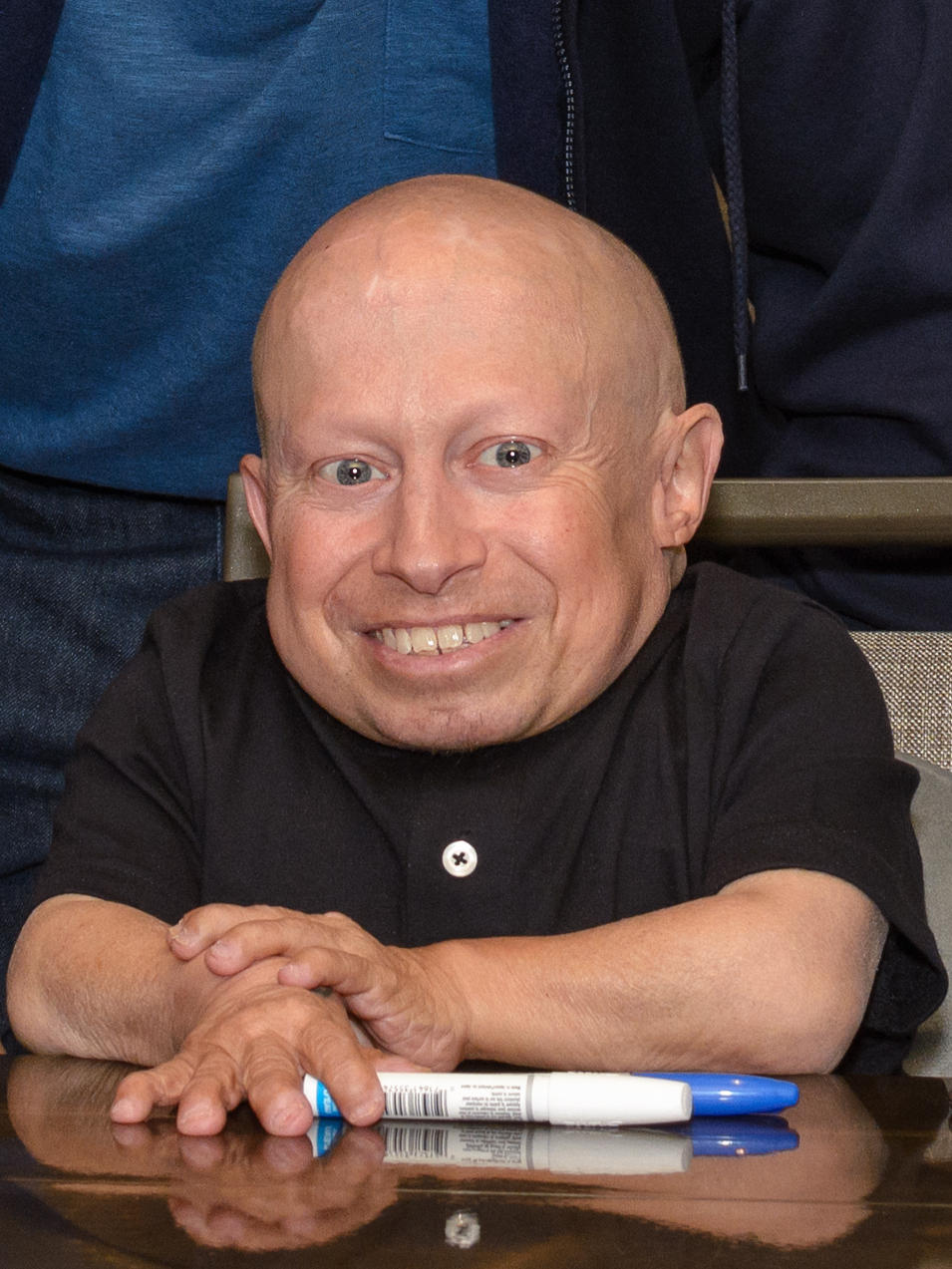
Verne Troyer
21 april

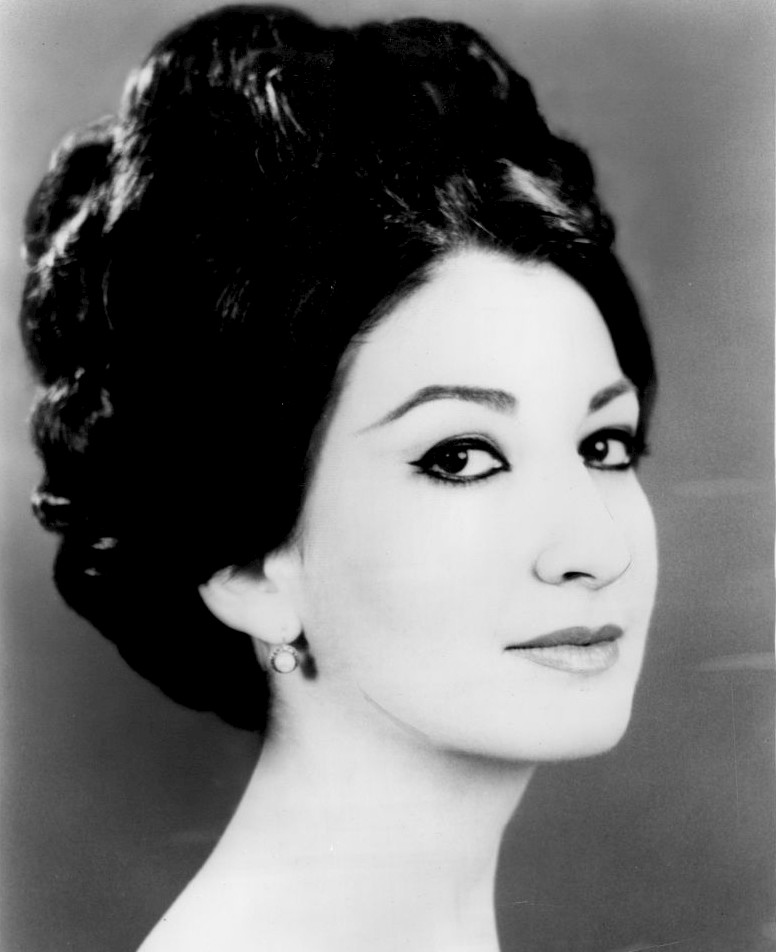
Huguette Tourangeau
21 april

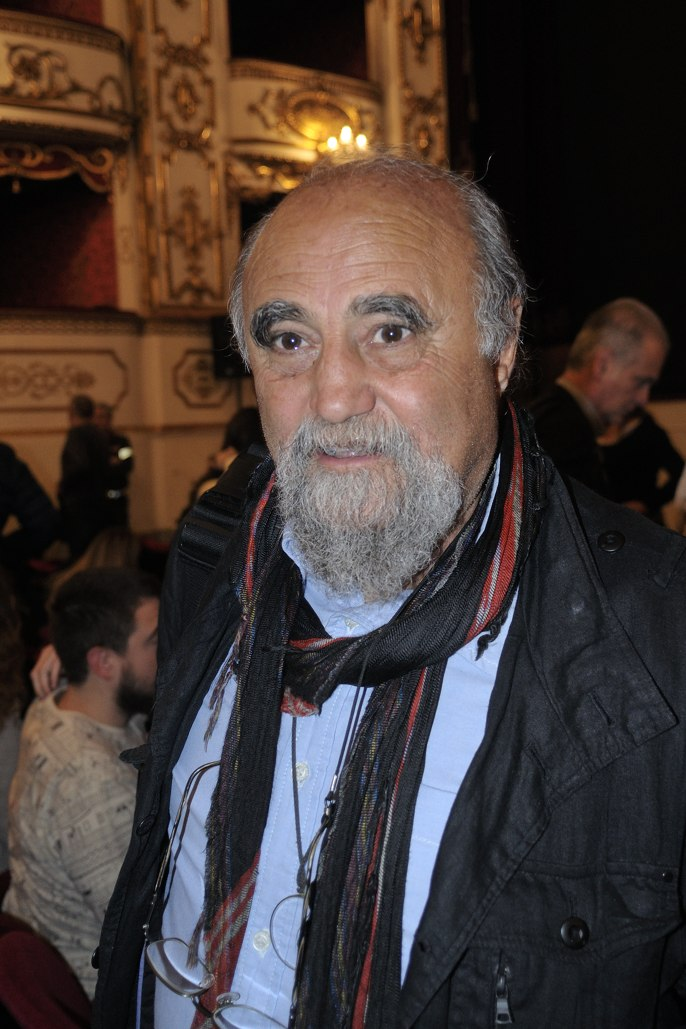
Abbas Attar
25 april

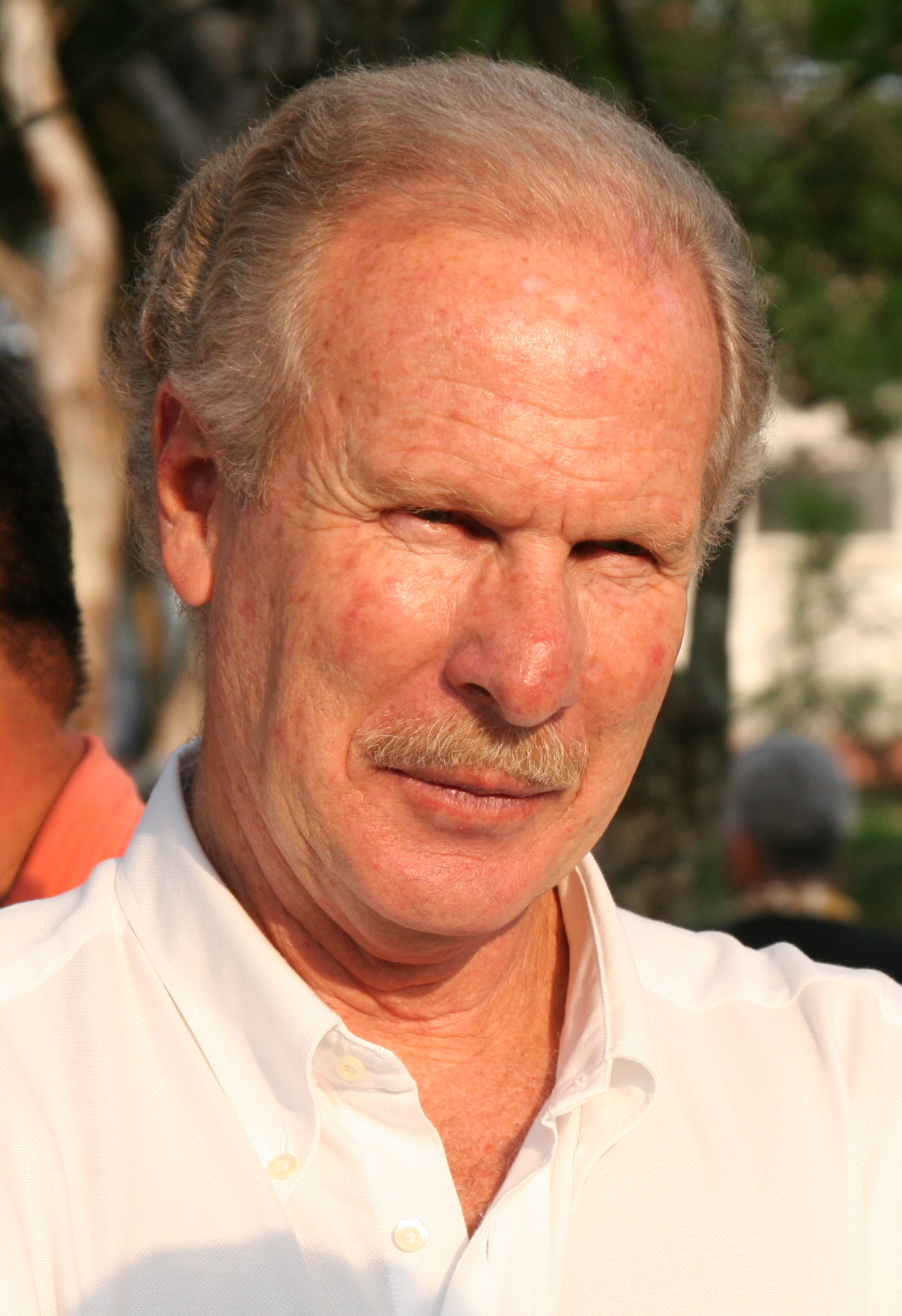
Álvaro Arzú
27 april

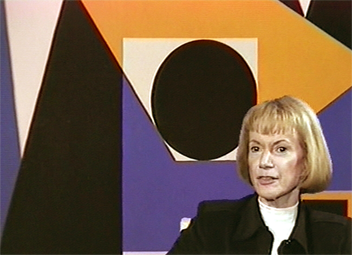
Geneviève Claisse
30 april

| 1 | 2 | 3 | 4 | 5 | 6 | 7 | 8 | 9 | 10 | 11 | 12 | 13 | 14 | 15 | 16 | 17 | 18 | 19 | 20 | 21 | 22 | 23 | 24 | 25 | 26 | 27 | 28 | 29 | 30 |
| - | - | - | - | - | - | - | - | - | -- | -- | -- | -- | -- | -- | -- | -- | -- | -- | -- | -- | -- | -- | -- | -- | -- | -- | -- | -- | -- |

### 1 april
- Steven Bochco (74), Amerikaans televisieproducent[1]
- Jocelyn Newman (80), Australisch politica[2]
- Efraín Ríos Montt (91), Guatemalteeks militair, politicus en predikant[3]

### 2 april
- Françoise Adret (97), Frans danseres, pedagoge en choreografe[4]
- Susan Anspach (75), Amerikaans actrice[5]
- Morris Halle (94), Amerikaans taalwetenschapper[6]
- Evert Kroon (71), Nederlands waterpolospeler[7]
- Winnie Mandela (81), Zuid-Afrikaans anti-apartheidsactiviste[8]
- Paul Sinibaldi (96), Frans voetbaldoelman[9]

### 3 april
- Arno Arts (70), Nederlands beeldend kunstenaar[10]
- Lill-Babs (80), Zweeds zangeres[11]
- Arrigo Petacco (88), Italiaans schrijver, journalist[12]
- Johan Stollz (88), Belgisch zanger, pianist en componist[13]
- Alfred Vansina (91), Belgisch burgemeester[14]
- Michael van der Vlis (73), Nederlands politicus[15]

### 4 april
- Ignace Pierre VIII Abdel-Ahad (87), Syrisch geestelijke[16]
- Ron Barbé (77), Nederlands burgemeester en dijkgraaf[17]
- Joop Boomsma (72), Nederlands schrijver en dichter[18]
- Soon-Tek Oh (84), Koreaans-Amerikaans acteur[19]
- Johnny Valiant (71), Amerikaans professioneel worstelaar[20]
- Ray Wilkins (61), Engels voetballer[21]

### 5 april
- Eric Bristow (60), Engels darter[22]
- Gustaaf Leclercq (106), oudste man van België[23]
- Tim O’Connor (90), Amerikaans acteur[24]
- Branislav Pokrajac (71), Joegoslavisch handballer[25]
- Arthur Spronken (87), Nederlands beeldhouwer[26]
- Isao Takahata (82), Japans animeregisseur[27]
- Cecil Taylor (89), Amerikaans musicus en dichter[28]
- Raymonda Vergauwen (90), Nederlands-Belgisch zwemster[29]

### 6 april
- Daniel Akaka (93), Amerikaans politicus[30]
- Jacques Higelin (77), Frans zanger en acteur[31]
- Frans de Jong (95), Nederlands politicus[32]
- Aleksandr Koerlovitsj (56), Wit-Russisch gewichtheffer[33]
- Julien Van Remoortere (87), Belgisch schrijver[34]
- Edla Van Steen (81), Braziliaans journalist, schrijfster en actrice[35]

### 7 april
- Peter Grünberg (78), Duits natuurkundige[36]
- Karl-Erivan Haub, Duits ondernemer en miljardair[37]
- Ángel Peralta Pineda (93), Spaans stierenvechter en acteur[38]

### 8 april
- Michael Goolaerts (23), Belgisch wielrenner[39]
- André Lerond (87), Frans voetballer[40]
- John Miles (74), Brits formule 1-coureur[41]
- Guy Lyon Playfair (83), Brits schrijver en parapsycholoog[42]
- Michel Van Dessel (90), Belgisch politicus[43]

### 9 april
- Nathan Davis (81), Amerikaans multi-instrumentalist[44]
- Arthy Gorré (68), Surinaams militair[45]
- Jampie Kuneman (94), Nederlands voetballer en verzetsman[46]

### 10 april
- António Barros (68), Portugees voetballer[47]
- Eugene Francis (100), Amerikaans acteur[48]
- Richard Peyzaret (72), Frans stripauteur[49]
- Pieter Smit (54), Nederlands burgemeester[50]
- Yvonne Staples (80), Amerikaans zangeres[51]

### 11 april
- Gillian Ayres (88), Brits kunstschilder[52]
- Leonie Janssen-Jansen (42), Nederlands planoloog en hoogleraar[53]

### 12 april
- Gyula Babos (68), Hongaars jazzgitarist[54]
- Sergio Pitol (85), Mexicaans schrijver, vertaler en diplomaat[55]
- Kees Rijnvos (87), Nederlands econoom, hoogleraar en politicus[56]

### 13 april
- Zbigniew Bujarski (84), Pools componist[57]
- Cesarino Cervellati (88), Italiaans voetballer en voetbalcoach[58]
- Miloš Forman (86), Tsjechisch-Amerikaans regisseur[59]
- Martin van den Heuvel (86), Nederlands journalist[60]
- Cees Tol (70), Nederlands gitarist en tekstschrijver[61]
- Fred Vaassen (76), Nederlands acteur[62]

### 14 april
- David Buckel (60), Amerikaans advocaat en lgbt-activist[63]
- Jean-Claude Malgoire (77), Frans dirigent en musicus[64]
- Stan Reynolds (92), Brits jazztrompettist[65]

### 15 april
- Shenphen Dawa Norbu Rinpoche (68), Tibetaans boeddhistisch geestelijke[66]
- R. Lee Ermey (74), Amerikaans acteur[67]
- Michael Halliday (93), Australisch taalkundige[68]
- Vittorio Taviani (88), Italiaans filmregisseur[69]

### 16 april
- Harry Anderson (65), Amerikaans acteur en goochelaar[70]
- Marie-Thérèse De Clerck (93), Belgisch uitgever[71]
- Pamela Gidley (52), Amerikaans actrice[72]
- Henri Landwirth (91), Belgisch-Amerikaans ondernemer en filantroop[73]

### 17 april
- Barbara Bush (92), Amerikaans first lady[74]
- Gérard Desanghere (70), Belgisch voetballer[75]
- Peter Guidi (68), Nederlands jazzmuzikant[76]
- Randy Scruggs (64), Amerikaans componist, gitarist en Grammywinnaar[77]
- Big Tom (81), Iers countrymusicus[78]
- Philibert Randriambololona (90), Malagassisch aartsbisschop[79]

### 18 april
- Peter Guidi (68), Italiaans-Nederlands jazzmusicus[80]
- Ralph Martin (91), Amerikaans pianist en arrangeur[81]
- Andy Rihs (75), Zwitsers ondernemer[82]
- Bruno Sammartino (82), Italiaans-Amerikaans powerlifter en worstelaar[83]
- Henk Schouten (86), Nederlands voetballer[84]
- Dale Winton (62), Brits televisie- en radiopresentator[85]

### 19 april
- Stuart Colman (73), Brits muzikant en platenproducent[86]
- Arnold Eidslott (92), Noors dichter[87]
- Cornelius Jakobs (93), Ests geestelijke[88]
- Zacharias Jimenez (70), Filipijns bisschop[89]
- Shireen Strooker (82), Nederlands actrice[90]

### 20 april
- Tim Bergling (Avicii) (28), Zweeds muziekproducent en dj[91][92]
- Roy Bentley (93), Engels voetballer[93]
- Madeleine Dullier (110), oudste vrouw van België[94]
- Vladimir Ljachov (76), Russisch ruimtevaarder[95]

### 21 april
- Nelson Pereira dos Santos (89), Braziliaans filmregisseur[96]
- Nabi Tajima (117), Japans supereeuwelinge, oudste persoon ter wereld[97]
- Huguette Tourangeau (79), Canadees mezzosopraan[98]
- Verne Troyer (49), Amerikaans acteur[99]

### 22 april
- Charlie Rice (98), Amerikaans jazzdrummer[100]

### 23 april
- Hans Brokken (77), Nederlands historicus, kunsthistoricus en archivaris[101]
- Bob Dorough (94), Amerikaans pianist, zanger, componist en songwriter[102]
- Frans van Dusschoten (92), Nederlands sportcommentator[103]
- Harry Nefkens (99), Nederlands architect[104]
- Arthur B. Rubinstein (80), Amerikaans componist en dirigent[105]
- Art Simmons (92), Amerikaans jazz-pianist[106]
- Henk Temming (94), Nederlands voetballer[107]

### 24 april
- Roel Boer (73), Nederlands politicus[108]
- Victor Garaygordóbil Berrizbeitia (102), Spaans bisschop[109]
- Henri Michel (70), Frans voetballer en voetbalcoach[110]
- Paul Verweel (66), Nederlands hoogleraar, antropoloog en sportbestuurder[111]

### 25 april
- Michael Anderson (98), Brits filmregisseur[112]
- Abbas Attar (74), Iraans persfotograaf[113]
- Jacquelyn Crowell (30), Amerikaans wielrenster[114]
- Madeeha Gauhar (61), Pakistaans toneelregisseuse[115]

### 26 april
- Yoshinobu Ishii (79), Japans voetballer en voetbalcoach[116]
- Charles Neville (79), Amerikaans saxofonist[117]
- Gianfranco Parolini (93), Italiaans filmregisseur[118]

### 27 april
- Álvaro Arzú (72), president van Guatemala[119]

### 28 april
- Larry Harvey (70), Amerikaans kunstenaar[120]
- James Hylton (83), Amerikaans autocoureur[121]
- Brooks Kerr (66), Amerikaans jazz-pianist[122]
- George Mulhall (81), Schots voetballer en voetbalcoach[123]
- Art Paul (93), Amerikaans artdirector[124]
- Bruce Tulloh (82), Brits atleet en auteur[125]

### 29 april
- Derek Keys (86), Zuid-Afrikaans zakenman en minister[126]
- Robert Mandan (86), Amerikaans acteur[127]
- Michael Martin (72), Brits politicus[128]
- Jan Odink (73), Nederlands politicus[129]
- Luis Garcia Meza Tejada (88), Boliviaans generaal en dictator[130]

### 30 april
- Jan Cameron (70), Australisch zwemster en coach[131]
- Geneviève Claisse (82), Frans kunstenares[132]
- Manfredo do Carmo (89), Braziliaans wiskundige[133]
- Rose Laurens (65), Frans songwriter en zangeres[134]

### Datum onbekend
- Jef Coeck (75), Belgisch journalist[135]
- Paul Jones (75), Amerikaans professioneel worstelaar[136]

januari ·
februari ·
maart ·
april ·
mei ·
juni ·
juli ·
augustus ·
september ·
oktober ·
november ·
december
1900 ·
1901 ·
1902 ·
1903 ·
1904 ·
1905 ·
1906 ·
1907 ·
1908 ·
1909 ·
1910 ·
1911 ·
1912 ·
1913 ·
1914 ·
1915 ·
1916 ·
1917 ·
1918 ·
1919 ·
1920 ·
1921 ·
1922 ·
1923 ·
1924 ·
1925 ·
1926 ·
1927 ·
1928 ·
1929 ·
1930 ·
1931 ·
1932 ·
1933 ·
1934 ·
1935 ·
1936 ·
1937 ·
1938 ·
1939 ·
1940 ·
1941 ·
1942 ·
1943 ·
1944 ·
1945 ·
1946 ·
1947 ·
1948 ·
1949 ·
1950 ·
1951 ·
1952 ·
1953 ·
1954 ·
1955 ·
1956 ·
1957 ·
1958 ·
1959 ·
1960 ·
1961 ·
1962 ·
1963 ·
1964 ·
1965 ·
1966 ·
1967 ·
1968 ·
1969 ·
1970 ·
1971 ·
1972 ·
1973 ·
1974 ·
1975 ·
1976 ·
1977 ·
1978 ·
1979 ·
1980 ·
1981 ·
1982 ·
1983 ·
1984 ·
1985 ·
1986 ·
1987 ·
1988 ·
1989 ·
1990 ·
1991 ·
1992 ·
1993 ·
1994 ·
1995 ·
1996 ·
1997 ·
1998 ·
1999 ·
2000 ·
2001 ·
2002 ·
2003 ·
2004 ·
2005 ·
2006 ·
2007 ·
2008 ·
2009 ·
2010 ·
2011 ·
2012 ·
2013 ·
2014 ·
2015 ·
2016 ·
2017 ·
2018 ·
2019 ·
2020 ·
2021 ·
2022 ·
2023 ·
2024 ·
2025